# Görgeteg (Magyarország)
Görgeteg község Somogy vármegyében, a Nagyatádi járásban.

## Fekvése
Görgeteg Somogy vármegye déli részén, a Barcstól Balatonkeresztúrig vezető 68-as főút mentén fekszik, közeli szomszédja a főút mentén északra fekvő Lábod (7 km), de nincs nagy távolságra a két város, Nagyatád (16 km) és Barcs (20 km) sem. Lakott területén ágazik ki a 68-asból nyugati irányban a Rinyaszentkirályra vezető 68 125-ös számú mellékút.
Közigazgatási területéhez tartozik az egykori Rinyatamási, ahol gróf Széchenyi Aladár felépítette a ma is álló vadászkastélyt.

## Története
Görgeteg nevét 1360-ban említette először oklevél Gurgeteg alakban írva, majd 1436-ban Gergetheg írásmóddal fordul elő; mint a Veszprémi egyházmegye birtoka.
Az 1536 évi adólajstrom szerint Pekry Lajos, 1550-ben Alya Mátyás volt a birtokosa. Az 1565-1566 évi török kincstári adóösszeírásban 16 házzal szerepelt. 1598-1599-ben is a Veszprémi püspökség volt a birtokosa. 1660-ban a pannonhalmi főapátság dézsmajegyzéke szerint Sümeg várának tartozéka volt. 1715-ben 13 háztartását írták össze, ekkor gróf Volkra János veszprémi püspök volt a birtokosa. 1895-ben a Veszprémi püspökség az itteni birtokait kisebb részletekben eladta helybeli gazdáknak. 1872-ben egy nagy tűzvészben az egész helység leégett.
A 20. század elején Somogy vármegye Nagyatádi járásához tartozott.
1910-ben 918 lakosából 916 magyar volt. Ebből 331 római katolikus, 574 református, 8 izraelita volt.
A 80-as évek elején hozzácsatolták a vele egybeépült Kuntelepet.
A községhez tartozott Rinyatamási-puszta is, melynek a helyén egykor Tamási falu feküdt.
2015 novemberében készült el a Nagyatádot, Bakházát, Görgeteget, Háromfát, Kutast, Lábodot, Ötvöskónyit, Rinyaszentkirályt, valamint Taranyt érintő szennyvíz-beruházás.

### Tamási
Tamási faluról 1407-ből maradtak fenn adatok. Az 1554 évi defterben Szenttamás helység néven említették. 1598-1599-ben Székely Mihály volt a földesura. 1856-ban  már csak mint puszta volt említve és a Somssich családé volt, a 20. század elején pedig gróf Széchenyi Aladárnak volt itt nagyobb birtoka és kényelmes úrilaka.

## Közélete

### Polgármesterei
- 1990–1994: Horváth Béla (független)[4]
- 1994–1998: Horváth Béla (független)[5]
- 1998–2000: Horváth Béla (független)[6]
- 2000–2002: Horváth Béla (független)[7][8]
- 2002–2004: Horváth Béla (független)[9]
- 2004–2006: Fadgyas Attila (független)[10]
- 2006–2010: Fadgyas Attila József (független)[11]
- 2010–2014: Fadgyas Attila József (független)[12]
- 2014-2019: Fadgyas Attila József (független)[13]
- 2019-2024: Fadgyas Attila József (független)[14]
- 2024- : Fadgyas Attila József (független)[1]

A településen 2000. július 30-án időközi polgármester-választás (és képviselő-testületi választás) zajlott, a korábbi képviselő-testület önfeloszlatása miatt.
A következő önkormányzati ciklus félideje táján, 2004. augusztus 1-jén ismét időközi polgármester-választást kellett tartani a községben, ezúttal az addigi polgármester halála miatt.

## Népesség
A település népességének változása:
| Lakosok száma | 1111 | 1090 | 1093 | 1066 | 1021 | 1029 | 1019 |
|               | 2013 | 2014 | 2015 | 2021 | 2022 | 2023 | 2024 |

A 2011-es népszámlálás során a lakosok 90,8%-a magyarnak, 19,2% cigánynak, 0,5% horvátnak, 0,9% németnek mondta magát (8,7% nem nyilatkozott; a kettős identitások miatt a végösszeg nagyobb lehet 100%-nál). A vallási megoszlás a következő volt: római katolikus 69,2%, református 8,2%, evangélikus 0,2%, felekezet nélküli 2,4% (19,8% nem nyilatkozott).
2022-ben a lakosság 91,3%-a vallotta magát magyarnak, 24,8% cigánynak, 1,3% németnek, 0,5% szerbnek, 0,5% horvátnak, 0,2% bolgárnak, 0,1-0,1% örménynek és ukránnak, 0,8% egyéb, nem hazai nemzetiségűnek (7,3% nem nyilatkozott; a kettős identitások miatt a végösszeg nagyobb lehet 100%-nál). Vallásuk szerint 48,7% volt római katolikus, 6,3% református, 0,7% görög katolikus, 0,2% evangélikus, 0,1% ortodox, 1,7% egyéb keresztény, 0,9% egyéb katolikus, 19,3% felekezeten kívüli (22,2% nem válaszolt).

## Nevezetességei
- Római katolikus kápolna - 1840-ben épült.
- Református temploma - 1888-ban épült
- Vadászkastély

## Képek

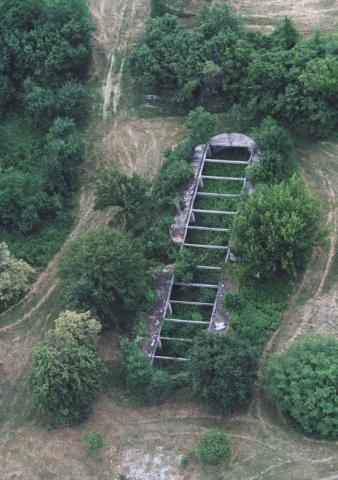
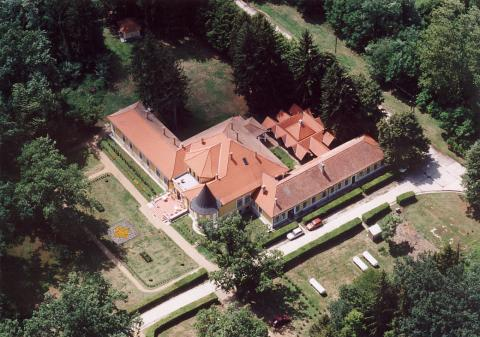
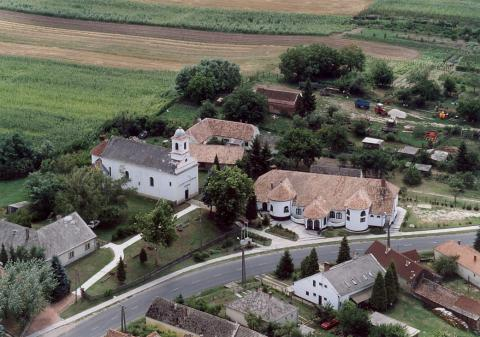

## Híres görgetegiek
- Bogdán János
- Puszta Sándor

## Külső hivatkozások
- Görgeteg honlapja